# Pedro Pacheco (piłkarz)
Pedro Miguel Salgadinho Pacheco Melo (ur. 27 czerwca 1984 w Ponta Delgada) – kanadyjski piłkarz pochodzenia portugalskiego występujący na pozycji pomocnika. Zawodnik klubu CD Santa Clara.

## Kariera klubowa
Pacheco seniorską karierę rozpoczynał w 2002 roku w amatorskim zespole Vitória Pico. W 2003 roku przeszedł do drugoligowego CD Santa Clara. Spędził tam rok. Następnie grał w amatorskim SC Lusitânia oraz trzecioligowym CD Operário. W 2007 roku wrócił do drużyny CD Santa Clara, nadal grającej w drugiej lidze. Tym razem jej barwy reprezentował przez 2 lata.
W 2009 roku Pacheco odszedł do pierwszoligowego Nacionalu Funchal. W Primeira Liga zadebiutował 5 października 2009 roku w wygranym 2:0 pojedynku z Vitórią Guimarães. Przez rok w barwach Nacionalu rozegrał 5 spotkań.
W 2010 roku po raz kolejny przeszedł do CD Santa Clara.

## Kariera reprezentacyjna
W reprezentacji Kanady Pacheco zadebiutował 29 maja 2010 roku w zremisowanym 1:1 towarzyskim meczu z Wenezuelą. W 2011 roku został powołany do kadry na Złoty Puchar CONCACAF.